# Chômage technologique
Le chômage technologique est la perte d'emplois causée par les changements technologiques, liée notamment au développement des « nouvelles technologies », plus particulièrement à la transformation numérique. C'est un type de chômage structurel.
Les changements technologiques impliquent souvent l’introduction de machines réduisant le besoin de main-d’œuvre et l’automatisation des décisions pour améliorer l’efficacité (automation). Comme l’automobile a remplacé les chevaux, l’innovation a bouleversé l’emploi humain. Par exemple, les métiers à tisser mécanisés ont appauvri les tisserands.
Si le chômage technologique à court terme est reconnu, son impact durable reste controversé. Les optimistes estiment que l’innovation crée des effets compensateurs maintenant l’emploi, tandis que les pessimistes pensent qu’elle peut réduire durablement le nombre de travailleurs. John Maynard Keynes popularise ce débat dans les années 1930, bien que la question remonte à Aristote.
Jusqu’au XVIIIe siècle, le pessimisme domine, mais le faible chômage limite l’inquiétude. La révolution industrielle intensifie les craintes, surtout en Grande-Bretagne, mais les économistes classiques affirment que l’innovation ne nuit pas à l’emploi. Au XIXe siècle, le progrès technologique profite à tous, réduisant les inquiétudes. Le « sophisme luddite » dénonce l’idée d’effets négatifs durables. Malgré cela, des économistes comme David Ricardo alertent sur le chômage technologique dans les années 1930 et 1960. En Europe, l’inquiétude revient à la fin du XXe siècle en raison de la montée du chômage depuis les années 1970.
Les progrès de l'intelligence artificielle (IA) ont relancé les débats sur la possibilité d'un chômage de masse, voire de la fin de l'emploi. Certains estiment que le développement de l'intelligence artificielle générale et les progrès en robotique permettront d'automatiser l'ensemble des tâches intellectuelles et physiques, suggérant la nécessité d'un revenu de base pour les non travailleurs. D'autres estiment que l'humain restera nécessaire pour certaines tâches, ou complémentaire l'IA, bouleversant le marché du travail sans pour autant causer de chômage de masse. La Banque mondiale a affirmé en 2019 que si l'automatisation remplace les travailleurs, l'innovation technologique crée en fin de compte de nouvelles industries et de nouveaux emplois.

## Problèmes dans les débats

### Effets à long terme sur l'emploi
Tous les participants aux débats sur l’emploi technologique conviennent que l’innovation peut entraîner des pertes d’emploi temporaires. De même, il est indéniable que l’innovation a parfois des effets positifs sur les travailleurs. Le désaccord vise à déterminer s'il est possible que l'innovation ait un impact négatif durable sur l'emploi en général. Si le niveau de chômage persistant peut être mesuré empiriquement, les causes sont sujettes à discussion. Cependant il est difficile de déterminer l'impact de l'innovation sur l'emploi, en effet selon l' article paru dans La Correspondance économique le 11 janvier 2016 

« D'un côté, plusieurs études et rapports récents dressent un constat alarmant. Le cabinet de conseil Roland Berger estimait par exemple en 2014 que, tous secteurs confondus, trois millions d'emplois pourraient être détruits par la numérisation à l'horizon 2025 (…) Leurs contradicteurs préfèrent de leur côté insister sur la richesse et les nouveaux emplois créés grâce aux robots. »

 Les optimistes acceptent que le chômage à court terme puisse être causé par l’innovation, tout en affirmant qu’après un certain temps, des effets de compensation créeront toujours au moins autant d’emplois que ceux initialement détruits. Bien que constamment questionnée, cette idée fut dominante parmi les économistes traditionnels pendant la majeure partie des XIXe et XXe siècles. Par exemple, les économistes du travail Jacob Mincer et Stephan Danninger développèrent une étude empirique utilisant des micro-données du Panel Study of Income Dynamics et constatèrent que, même si à court terme, les progrès technologiques semblent avoir des effets peu clairs sur le chômage global, ils réduisent le chômage sur le long terme. Toutefois, s’ils tiennent compte d’un décalage de cinq ans, les preuves à l’appui d’un effet à court terme de la technologie sur l’emploi semblent également disparaître, ce qui suggère que le chômage technologique « semble être un mythe ».
Le concept de chômage structurel, un taux de chômage durable qui ne disparaît pas même au plus fort du cycle économique, est devenu populaire dans les années soixante. Pour les pessimistes, le chômage technologique est l’un des facteurs à l’origine du phénomène plus vaste du chômage structurel. Depuis les années 1980, même des économistes optimistes ont de plus en plus acceptés que le chômage structurel avait effectivement augmenté dans les économies avancées, mais ils avaient tendance à attribuer ce phénomène à la mondialisation et à la délocalisation plutôt qu’au changement technologique. D’autres prétendent que l’augmentation durable du chômage est principalement due à la réticence des gouvernements à poursuivre des politiques expansionnistes depuis la rupture avec le keynésianisme survenu dans les années 1970 et au début des années 1980,,. Au XXIe siècle, et particulièrement depuis 2013, les pessimistes voient de plus en plus fréquemment le chômage technologique mondial durable comme une menace croissante,.

### Effets de compensation

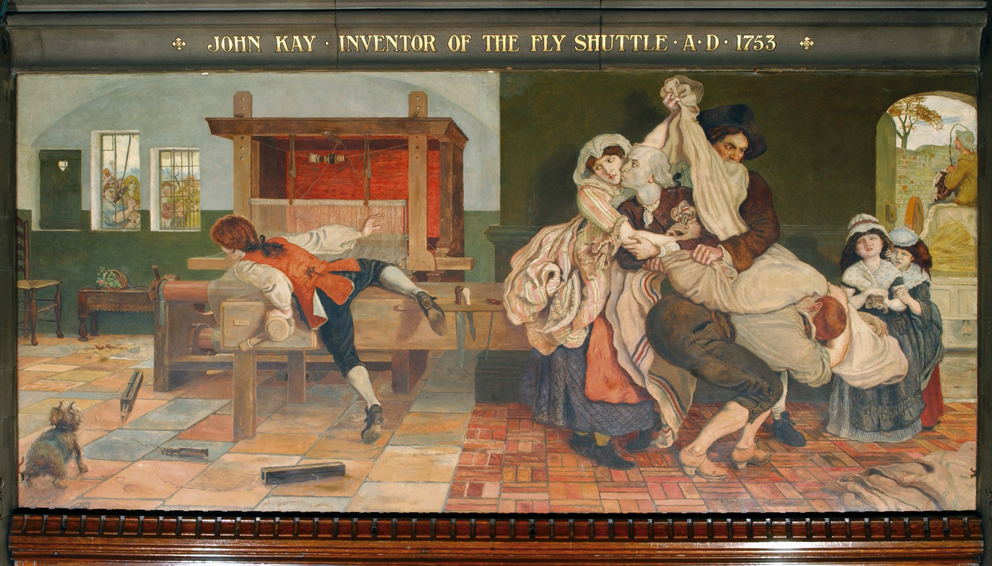
John Kay, inventeur de la Fly Shuttle AD 1753, de Ford Madox Brown, représentant l'inventeur John Kay en train de dire au revoir à sa femme tandis que des hommes l’emmènent loin de son domicile. Il échappe ainsi à une foule en colère contre son métier à tisser qui réduit le besoin de main-d'œuvre. Les effets de compensation n’étaient pas encore bien compris.

Les effets de compensation sont des conséquences favorables à la main-d’œuvre, qui rééquilibre l'effet négatif des pertes d’emploi initialement causées par les nouvelles technologies. Dans les années 1820, Say décrivit plusieurs effets de compensation en réponse à la déclaration de Ricardo selon laquelle un chômage technologique à long terme pourrait se produire. Peu de temps après, Ramsey McCulloch théorisa tout un système de compensation. Cette théorie fut attaquée par Marx, affirmant qu'aucun des effets n'était garanti. Les désaccords sur l'efficacité des effets de compensation sont restés au centre des débats universitaires sur le chômage technologique,.
Les effets de compensation se manifestent :
- par la fabrication de nouvelles machines (la main-d’œuvre nécessaire à la construction du nouvel équipement exigé par l’innovation) ;
- par de nouveaux investissements (les économies de coûts permises par la nouvelle technologie augmentent les bénéfices disponibles pour des nouveaux investissements) ;
- par les ajustements de salaire (le chômage entraînant une baisse des salaires, davantage de travailleurs sont réembauchés à un coût inférieur. Inversement, les travailleurs peuvent bénéficier d'augmentations de salaire à mesure que leur rentabilité augmente, conduisant à une augmentation des dépenses, entraînant la création de nouveaux emplois) ;
- par des prix plus bas (ce qui conduit à plus de demande, et donc à plus d’emplois). La baisse des prix peut également aider à compenser les baisses de salaires, car des biens meilleur marché augmenteront le pouvoir d’achat des travailleurs ;
- par nouveaux produits (là où l'innovation crée directement de nouveaux emplois).

L'effet de fabrication de nouvelles machines est maintenant rarement discuté par les économistes; il est souvent admis que Marx l'a réfuté avec succès. L'effet de création d'emploi par la création de nouveaux produits est à l'inverse souvent accepté, bien qu'une distinction importante soit établie entre les innovations de processus et de produit. Les données provenant d'Amérique latine semblent indiquer que l'innovation de produit contribue de manière significative à la croissance de l'emploi au niveau de l'entreprise, davantage que l'innovation de processus. L'impact des autres effets a fait l’objet de débats approfondis au cours de l’histoire de l’économie moderne et n'est toujours pas résolu,. Un effet potentiellement complémentaire est l'effet multiplicateur d’emplois : selon les recherches développées par Enrico Moretti, avec chaque emploi qualifié supplémentaire créé dans les industries de haute technologie dans une ville donnée, plus de deux emplois sont créés dans le secteur de service. Ses conclusions suggèrent que la croissance technologique et la création d'emplois qui en résulte dans les industries de haute technologie pourraient avoir un effet secondaire plus important que prévu. Cet effet multiplicateur est confirmé en Europe, les emplois locaux dans le secteur de la haute technologie pouvant créer cinq emplois supplémentaires dans le secteur de la basse technologie.
De nombreux économistes aujourd'hui pessimistes face au chômage technologique acceptent que les effets de compensation ont largement fonctionné comme les optimistes l'ont affirmé tout au long des XIXe et XXe siècles. Pourtant, ils estiment que l'avènement de l'informatisation rend ces effets de compensation maintenant moins efficaces. Wassily Leontief donna un exemple précoce de cet argument en 1983. Il reconnut qu'après quelques perturbations, l'avancée de la mécanisation au cours de la révolution industrielle avait en fait augmenté la demande de main-d'œuvre, ainsi que les salaires, en raison des effets de l'augmentation de la productivité. Bien que les premières machines réduisaient la demande de « puissance musculaire », elles étaient peu intelligentes et avaient besoin de nombreux opérateurs pour rester productives. En revanche depuis l’introduction des ordinateurs sur le lieu de travail, le besoin de puissance musculaire mais également de capacité intellectuelle est devenu de moins en moins nécessaire. Ainsi la productivité continue d’augmenter mais la moindre demande de main-d’œuvre humaine pourrait entraîner une baisse des salaires et de l’emploi,,. Cependant, cet argument n’est pas entièrement corroboré par des études empiriques plus récentes.

### Sophisme Luddite
Le terme de « sophisme luddite » est parfois utilisé pour exprimer l'idée que la préoccupation d'un chômage technologique de longue durée est une erreur car elle ne tient pas compte des effets de compensation. Ceux qui utilisent ce terme s’attendent généralement à ce que les progrès technologiques n'aient aucune incidence à long terme sur les niveaux d’emploi et, à terme, feront augmenter les salaires de tous les travailleurs, car ces progrès contribuent à accroître la richesse globale de la société. Le terme est basé sur l'exemple des Luddites du début du XIXe siècle. Au cours du XXe siècle et de la première décennie du XXIe siècle, les économistes ont généralement considéré que le chômage technologique à long terme était une erreur. Mais plus récemment, l'opinion selon laquelle les avantages de l'automatisation ne sont pas répartis équitablement s'est répandue,.
Deux hypothèses expliquent pourquoi une difficulté à long terme pourrait se développer. Une traditionnellement attribuée aux Luddites (qu’il s’agisse ou non d’un résumé fidèle de leur pensée), disant qu’il existe une quantité de travail finie disponible et que, si les machines le réalisent, il peut ne plus y avoir de travail humain. Des économistes appellent cela le sophisme d'une masse fixe de travail, affirmant qu'il n'existe en réalité aucune limitation de ce type.
L’autre hypothèse dit que la quantité de travail est infinie, mais (1) les machines peuvent effectuer la plupart des tâches dites faciles (2) le périmètre de ce qui est facile s’étend à mesure que la technologie de l’information progresse, et (3) le travail qui dépasse le « facile » (travail qui nécessite plus de compétences, de talents, de connaissances et de connexions approfondies entre les éléments de connaissance) peut nécessiter des facultés cognitives que la plupart des humains ne sont en mesure de fournir, alors que le point 2 avance continuellement. Ce dernier point de vue est celui de nombreux défenseurs modernes de la possibilité d'un chômage technologique systémique de longue durée.

### Niveaux de compétence et chômage technologique
Une opinion sur les effets de l’innovation est qu’ils touchent principalement les personnes peu qualifiées, et bénéficient souvent aux travailleurs qualifiés. D'après Lawrence F. Katz, cela était peut-être vrai pendant une grande partie du XXe siècle, mais au XIXe siècle, les innovations ont largement remplacé les artisans qualifiés et coûteux et ont généralement profité aux moins qualifiés. L’innovation du XXIe siècle a remplacé certains emplois non qualifiés, d’autres professions résistent à l’automatisation, et les emplois aux compétences intermédiaires sont de plus en plus effectués par des programmes informatiques autonomes,,.
Certaines études récentes, notamment un article de Georg Graetz et Guy Michaels de 2015, révélèrent qu'au moins dans le domaine étudié (l'impact des robots industriels) l'innovation augmente les salaires des travailleurs hautement qualifiés tout en ayant un impact négatif sur ceux aux compétences faibles à moyennes. Un rapport publié en 2015 par Carl Benedikt Frey, Michael Osborne et Citi Research, affirmait que l'innovation perturbait principalement les emplois moyennement qualifiés, mais prédisait que dans les dix prochaines années, les conséquences de l'automatisation se feraient davantage sentir sur les travailleurs peu qualifiés.
Geoff Colvin de Forbes fit valoir que les prédictions sur les taches qu'un ordinateur ne pourra jamais effectuer se sont révélées inexactes. Une meilleure approche pour anticiper la pérennité des compétences humaines serait de trouver des activités nécessitant des responsabilités importantes, telles que celles les juges, les PDG, les chauffeurs de bus et des dirigeants gouvernementaux, ou lorsque les relations interpersonnelles profondes sont préférables même si les tâches pourraient être automatisées.
Au contraire, d’autres anticipent que même des travailleurs humains qualifiés deviendront obsolètes. Les universitaires Carl Benedikt Frey et Michael A. Osborne, d’Oxford, affirmèrent que l’informatisation pourrait entraîner la perte de la moitié des emplois. Sur les 702 professions évaluées, ils constatèrent une forte corrélation entre l’éducation, le revenu et la possibilité d’être automatisé, les emplois de bureau et de service étant parmi les plus exposés. En 2012, Vinod Khosla, cofondateur de Sun Microsystems, prédit que 80 % des emplois en médecine seraient perdus au cours des deux décennies suivantes au profit d'un logiciel de diagnostic médical automatisé.

### Résultats empiriques
De nombreuses études empiriques tentèrent de quantifier l’impact du chômage technologique, principalement au niveau microéconomique. La plupart des recherches existantes au niveau des entreprises montrèrent que les innovations technologiques étaient favorables à la main-d'œuvre, par exemple les économistes allemands Stefan Lachenmaier et Horst Rottmann. Ils constatent également que l’innovation de procédé a un effet de création d’emplois plus important que l’innovation de produit, ce résultat est également observé aux États-Unis.
Dans l'industrie, une étude de 2017 dans 11 pays européens suggéra que les innovations technologiques n'ont des effets positifs sur l'emploi que dans les secteurs de la moyenne et de la haute technologie. Il existerait aussi une corrélation négative entre l'emploi et la formation de capital; or, l'innovation est souvent intégrée à l'investissement suggérant que le progrès technologique pourrait potentiellement permettre d'économiser du travail.
Peu d'analyse macroéconomique furent réalisées pour étudier la relation entre les chocs technologiques et le chômage. Le peu de recherches existantes, cependant, suggère des résultats mitigés. Selon l’économiste italien Marco Vivarelli, l’influence de l’innovation dans les processus sur la réduction de la main d'œuvre semble avoir eu un impact plus négatif sur l’économie italienne que sur les États-Unis. D'autre part, l'effet de l'innovation dans les produits sur les emplois ne fut observé qu'aux États-Unis, pas en Italie. Une autre étude réalisée en 2013 révèle un effet transitoire, plutôt que permanent, du changement technologique sur le chômage.

### Mesures d'innovation technologique
Quatre approches principales tentent de capturer et de documenter quantitativement l’innovation technologique. Le premier, proposé par Jordi Gali en 1999 et développé ultérieurement par Neville Francis et Valerie A. Ramey en 2005, consiste à utiliser des vecteurs autoregressifs (VAR) pour identifier les chocs technologiques, en supposant que seule la technologie affecte à long terme la productivité,.
La deuxième approche est celle de Susanto Basu, John Fernald et Miles Kimball.Ils créent une mesure de l'évolution technologique globale avec les résidus de Solow, en contrôlant les effets non technologiques, tels que les rendements non constants et la concurrence imparfaite.
La troisième méthode, initialement développée par John Shea en 1999, adopte une approche plus directe et utilise des indicateurs observables tels que les dépenses de recherche et développement (R & D) et le nombre de demandes de brevet. Cette mesure de l'innovation technologique est très largement utilisée dans les recherches empiriques, car elle ne repose pas sur l'hypothèse que seule la technologie affecte la productivité à long terme. Cependant, il existe des limites aux mesures directes telles que la R & D (par exemple, elle ne tient pas compte du décalage inconnu entre la phase de développement et sa mise sur le marché.
La quatrième approche, construite par Michelle Alexopoulos, examine le nombre de nouveaux titres publiés dans les domaines de la technologie et de l’informatique afin de refléter les progrès technologiques, ce qui s’avère cohérent avec les données sur les dépenses de R & D. Comparé à la recherche et développement, cet indicateur rend compte du décalage entre les changements technologiques.

## Histoire

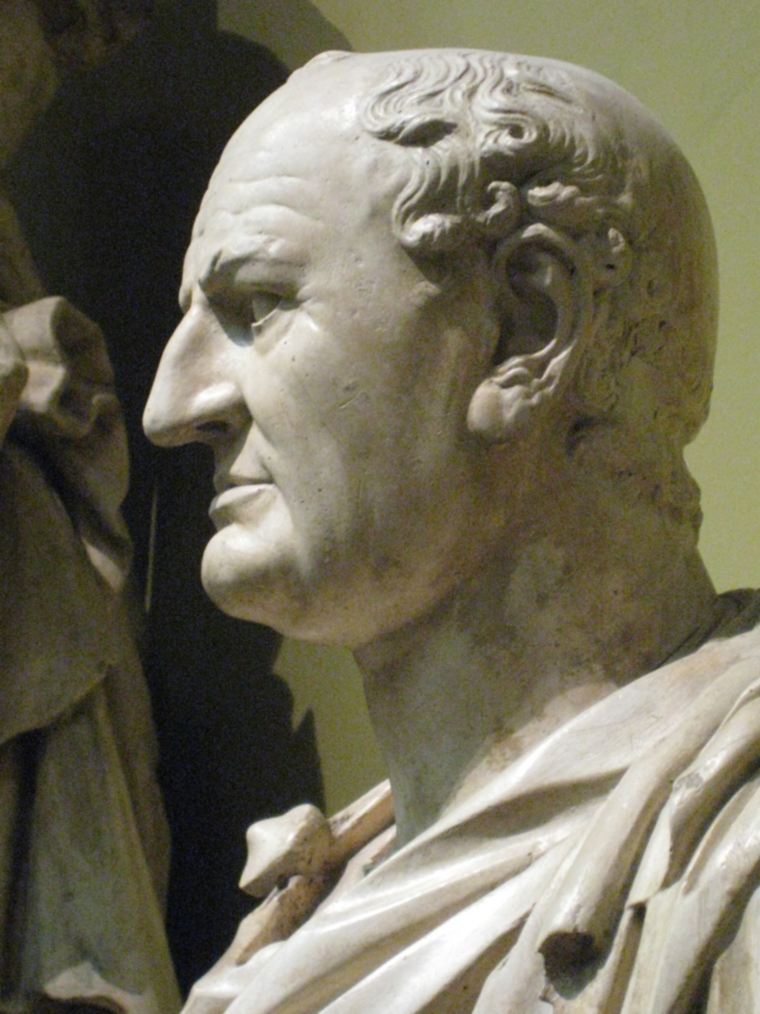
L'empereur romain Vespasien, qui refusa un moyen de transport peu coûteux de marchandises lourdes qui aurait mis les ouvriers au chômage.

Selon l'auteur Gregory Woirol, le phénomène du chômage technologique aurait probablement existé depuis au moins l'invention de la roue. Les sociétés anciennes disposaient de diverses méthodes pour soulager la pauvreté de ceux qui étaient incapables de subvenir à leurs besoins avec leur propre travail. La Chine ancienne et l'Égypte ancienne eurent peut-être divers programmes de secours gérés de manière centrale en réponse au chômage technologique remontant au moins au deuxième millénaire avant notre ère. Les anciens Hébreux et les adeptes de l'ancienne religion védique avaient des réponses décentralisées où l'aide aux pauvres était encouragée par leur foi. Dans la Grèce antique, un grand nombre de travailleurs libres pouvaient se retrouver au chômage en raison à la fois des technologies qui économisaient du travail et de la concurrence des esclaves, « machines de chair et de sang ». Parfois, ces chômeurs mourraient de faim ou étaient contraints à l'esclavage, bien que dans d'autres cas, ils aient reçu une aide financière. Périclès réagît au chômage technologique en lançant des programmes de travaux publics pour fournir un travail rémunéré aux personnes sans emploi. Des conservateurs critiquèrent les programmes de Périclès comme gaspillage de l'argent public, mais ils furent défaits.
Aristote fut peut-être le premier penseur à discuter du phénomène dans le premier livre de la Politique, spéculant que « si les machines pouvaient devenir suffisamment avancées, le travail humain ne serait plus nécessaire. »
Semblables aux Grecs, les Romains de l'Antiquité réagirent au problème de la pauvreté due au chômage technologique par des dons. Plusieurs centaines de milliers de familles furent parfois soutenues de la sorte. Moins souvent, des emplois furent créés directement par des programmes de travaux publics, tels que ceux lancés par les Gracques. Divers empereurs allèrent même jusqu'à refuser ou interdire les innovations permettant d'économiser le travail humain,. Par exemple, l'introduction d'une invention fut bloquée lorsque l'empereur Vespasien refusa d'autoriser une nouvelle méthode de transport de marchandises lourdes à faible coût, en déclarant : « Vous devez permettre à mes pauvres transporteurs de gagner leur pain. » Puis la pénurie de main-d'œuvre apparut dans l'Empire romain vers la fin du deuxième siècle de notre ère et, à partir de ce moment, le chômage de masse en Europe semble avoir largement diminué pendant plus d'un millénaire.
La période médiévale et le début de la Renaissance connurent l’adoption de technologies nouvelles ainsi que de technologies plus anciennes mais jusqu'alors peu utilisées. Le chômage de masse réapparut en Europe au XVe siècle, en partie à cause de la croissance démographique et de la modification de la disponibilité des terres pour l'agriculture de subsistance causée par les premiers enclos. En raison de la menace de chômage, les nouvelles technologies disruptives étaient moins tolérées. Les autorités européennes se rangèrent souvent aux côtés de groupes de la population active, telles que les guildes, interdisant les nouvelles technologies et parfois même exécutant ceux qui tentaient de les promouvoir ou de les commercialiser.

### XVIeauXVIIIesiècle

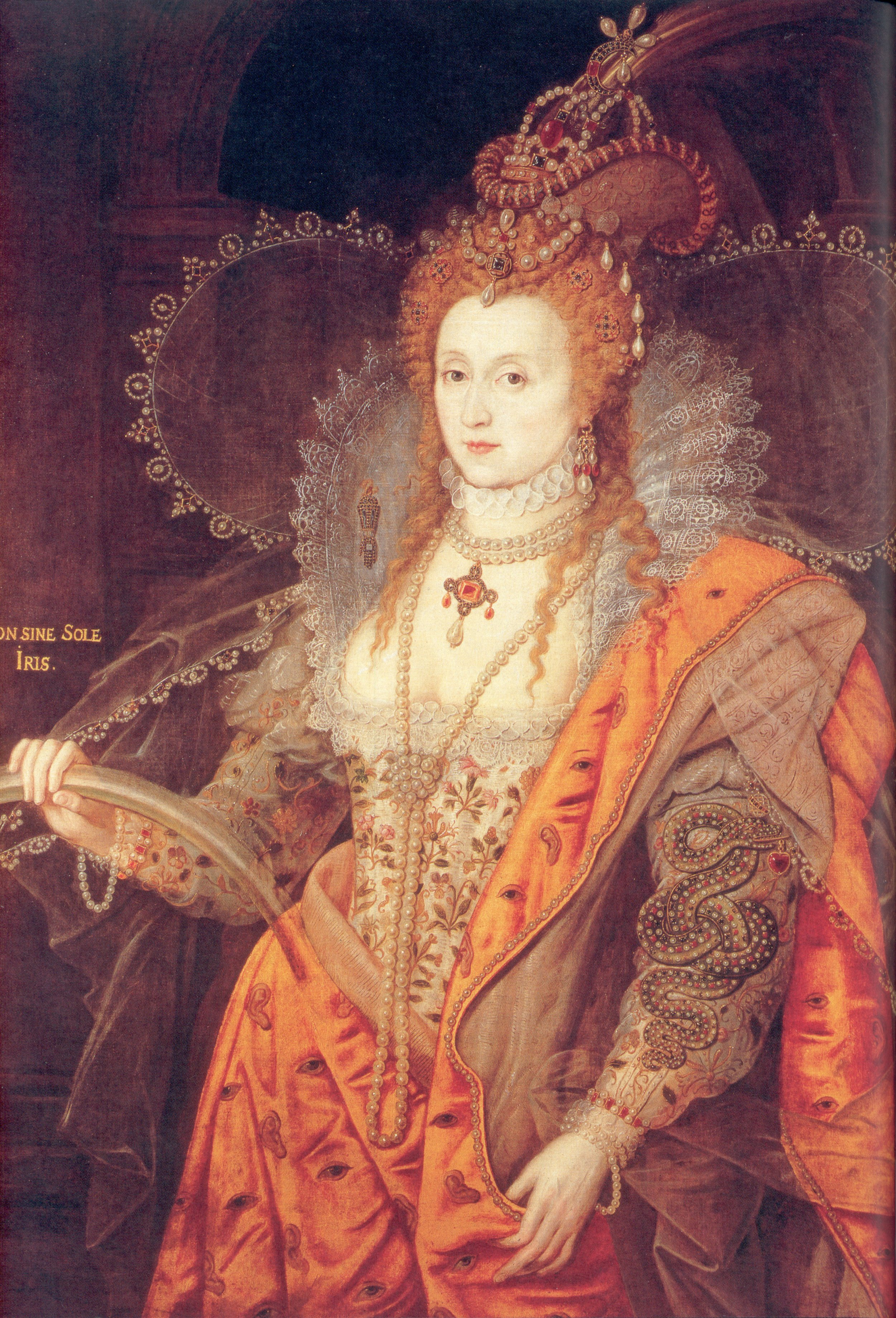
Élisabeth Ire (reine d'Angleterre) qui refusa de breveter une machine à tricoter inventée par William Lee, en disant: « Réfléchis à ce que l’invention pourrait faire pour mes pauvres sujets. Cela les mènerait assurément à la ruine en les privant d’emploi, les rendant ainsi mendiants. »

En Grande-Bretagne, l’élite dirigeante fut la première à s'ouvrir à l’innovation par rapport aux autres pays d’Europe continentale, expliquant possiblement son rôle de premier plan dans la révolution industrielle. Cependant, l’impact de l’innovation sur l’emploi suscita des inquiétudes persistantes tout au long du XVIe et du début du XVIIe siècle. L’inventeur William Lee est un exemple célèbre : la reine Élisabeth Ire, invitée à visiter une machine à tricoter qui réduisait la quantité de travail humain, se vit refuser un brevet au motif que cette technologie pourrait causer du chômage chez les travailleurs du textile. Il déménagea en France et échoua dans la promotion de son invention, puis retourna en Angleterre mais son invention fut de nouveau refusée par le successeur d'Élisabeth, Jacques Ier pour la même raison.
Surtout après la Glorieuse Révolution, les autorités furent moins sensibles aux préoccupations des travailleurs. Un courant de plus en plus influent de la pensée mercantiliste était d'avis que l’introduction de technologies permettant d’économiser le travail réduirait le chômage, car cela permettrait aux entreprises britanniques d’accroître leur part de marché face à la concurrence étrangère. À partir du début du XVIe siècle, les travailleurs ne pouvaient plus compter sur le soutien des autorités pour lutter contre le risque de chômage technologique. Parfois, ils agissaient directement, par exemple en brisant une machine. Schumpeter nota qu'au cours du XVIe siècle, les penseurs tels que von Justi exprimèrent leur crainte tout en notant que l'opinion dominante parmi les élites convergeait vers l'absence de conséquence à long terme,.

### XIXesiècle
Ce n’est qu’au XIXe siècle que les débats sur le chômage technologique deviennent intenses, notamment en Grande-Bretagne, où se concentrent de nombreux penseurs économiques. S'appuyant sur les travaux de Dean Tucker et d'Adam Smith, les économistes politiques commencèrent à créer ce qui allait devenir la discipline moderne de l'économie. Tout en rejetant une grande partie du mercantilisme, les membres de la nouvelle discipline convenait largement que le chômage technologique ne serait pas un problème persistant. Au cours des premières décennies du XIXe siècle, plusieurs économistes politiques renommés affirmèrent que l'innovation pourrait entraîner un chômage de longue durée. Ceux-ci incluent Sismondi, Malthus, JS Mill et, à partir de 1821, Ricardo lui-même. En tant qu’économiste politique le plus respecté de son époque, l’opinion de Ricardo était un défi aux autres économistes. Jean-Baptiste Say fut le premier grand économiste à répondre. Il affirma que personne n'introduirait de machines pour réduire la quantité de produit et que, comme le dit la loi de Say (l'offre crée sa propre demande), les travailleurs trouveraient automatiquement du travail ailleurs une fois que le marché aura eu le temps de s’adapter. Ramsey McCulloch développa et formalisa ces vues optimistes de Say et fut soutenu par d'autres, tels que Charles Babbage, Nassau Senior avec de nombreux autres économistes politiques moins connus. Vers le milieu du XIXe siècle, Karl Marx rejoignit les débats. S'appuyant sur le travail de Ricardo et Mill, Marx alla beaucoup plus loin, en présentant une vision profondément pessimiste du chômage technologique. Son point de vue attira de nombreux adeptes et fonda une école de pensée durable, mais l’économie traditionnelle ne changea pas radicalement. Dans les années 1870, du moins en Grande-Bretagne, le chômage technologique s'estompa à la fois en tant que problème populaire et en tant que débat académique. Il était devenu de plus en plus évident que l'innovation augmentait la prospérité de toutes les couches de la société britannique, y compris la classe ouvrière. À mesure que l'école de pensée classique cédait la place à l'économie néoclassique, la pensée dominante se resserra pour réfuter les arguments pessimistes de Mill et Ricardo.

### XXesiècle

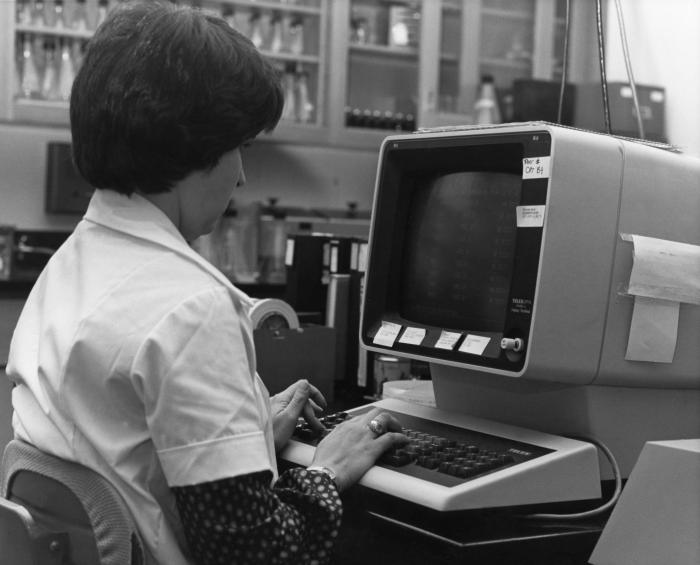
Les détracteurs du point de vue selon lequel l'innovation entraîne un chômage durable font valoir que la technologie est utilisée par les travailleurs et ne la remplace pas à grande échelle.

Pendant les deux premières décennies du XXe siècle, le chômage de masse ne fut pas aussi prégnant que pendant la première moitié du XIXe siècle. L'école marxiste et quelques autres penseurs contestaient toujours la vision optimiste, mais le chômage technologique ne préoccupait guère la pensée économique traditionnelle jusqu'au milieu des années 1920. Dans les années 1920, le chômage de masse réapparut comme un problème urgent en Europe. À cette époque, les États-Unis étaient généralement plus prospères, mais même là, le chômage urbain avait commencé à augmenter à partir de 1927. Les travailleurs ruraux américains perdirent aussi des emplois à partir des années 1920, beaucoup ayant été affectés par l'amélioration des technologies agricoles, telle que le tracteur. Le centre de gravité des débats économiques s'était déjà déplacé de la Grande-Bretagne aux États-Unis, et c'est là que les deux grandes périodes de débat du XXe siècle sur le chômage technologique se déroulèrent le plus.
Ces débats furent les plus vifs dans les années 1930 d'une part et les années 1960 d'autre part. Selon l'historien économique Gregory R Woirol, les deux épisodes partagent plusieurs similitudes. Dans les deux cas, les débats universitaires furent précédés par une poussée d'inquiétude populaire, provoquée par la récente augmentation du chômage. Les débats n'eurent pas de conclusions définitives, mais disparurent grâce au déclenchement d'une guerre - la Seconde Guerre mondiale pour le débat des années 1930 et la guerre du Vietnam pour les épisodes des années 1960. Dans les deux cas, les débats se sont déroulés selon le paradigme dominant à l'époque, faisant peu de référence aux idées précédentes : dans les années 1930, les optimistes ont largement fondé leurs arguments sur des conceptions néo-classiques de la capacité d'autocorrection des marchés (la réduction automatiquement du chômage de courte durée par le biais d'effets de compensation). Dans les années 1960, la confiance dans les effets de compensation était moins forte, mais les grands économistes keynésiens de l'époque estimaient en grande partie que l'intervention du gouvernement pourraient contrecarrer tout chômage technologique persistant non corrigé par les forces du marché. Une autre similitude entre les deux périodes est la publication d’une étude fédérale majeure vers la fin de chaque épisode, affirmant que le chômage technologique à long terme ne se produisait pas (bien que ces études convenaient que l’innovation était un facteur majeur de changements à court terme chez des travailleurs, et conseillaient une action gouvernementale pour fournir une assistance).
À la fin de l'âge d'or du capitalisme dans les années 1970, le chômage a de nouveau augmenté et est généralement resté relativement élevé pendant le reste du siècle, dans la plupart des économies avancées. Plusieurs économistes ont encore une fois soutenu que cela pouvait être dû à l'innovation, le plus important étant peut-être Paul Samuelson. Un certain nombre d'ouvrages populaires mettant en garde contre le chômage technologique furent également été publiés. Parmi ceux-ci, le livre de James S. Albus de 1976, intitulé Peoples' Capitalism: The Economics of the Robot Revolution,; David F. Noble avec des œuvres publiées en 1984 et 1993; Jeremy Rifkin et son livre de 1995, The End of Work et le livre de 1996 The Global Trap. En général, le sujet fut plus prégnant en Europe qu'aux États-Unis à la fin du XXe siècle. Hors les périodes de débats intenses dans les années 1930 et 1960, le consensus des économistes et du grand public au XXe siècle était que la technologie ne causait pas de chômage à long terme.

### XXIesiècle

#### Opinions
Ce consensus s’est maintenu pendant la première décennie du XXIe siècle, même s’il continuait d’être contesté par un certain nombre d’ouvrages universitaires, et par des ouvrages populaires tels que M Robotic Nation de Marshall Brain « The Lights in the Tunnel: Automation, Accelerating Technology and the Economy of the Future de Martin Ford.
Depuis la publication de leur livre intitulé Race Against The Machine, publié en 2011, Andrew McAfee et Erik Brynjolfsson, professeurs au MIT, apparaissent à l'avant garde du chômage technologique. Les deux professeurs restent cependant relativement optimistes, indiquant que « la clé pour gagner la course est de ne pas concurrencer les machines, mais de rivaliser avec les machines,,,,,, ».
L'inquiétude suscitée par le chômage technologique augmenta en 2013, en partie à cause d'un certain nombre d'études prédisant une augmentation substantielle du chômage technologique au cours des prochaines décennies et des preuves empiriques montrant que, dans certains secteurs, l'emploi recule dans le monde entier malgré la hausse de la production, réduisant ainsi l'impact des facteurs mondialisation et délocalisation comme seule cause d'augmentation du chômage,,.
En 2013, le professeur Nick Bloom de l'université Stanford rapporta un changement radical d'avis parmi ses collègues économistes. En 2014, le Financial Times rapporta que l’impact de l’innovation sur l’emploi était un thème dominant dans les discussions économiques récentes. Selon l'universitaire et ancien politicien Michael Ignatieff, écrivant en 2014, cette question a « partout hanté la politique des démocraties ». Parmi les préoccupations évoquées, citons: des preuves montrant des baisses mondiales de l’emploi dans des secteurs tels que la fabrication; les baisses de salaire des travailleurs peu et moyennement qualifiés s'étendant sur plusieurs décennies, alors même que la productivité augmente; l'augmentation de l'emploi par le biais de plateformes, souvent précaire; et la survenue de reprises sans emploi après les récessions récentes. Le XXIe siècle a vu une variété de tâches qualifiées partiellement assurées par des machines, notamment la traduction, la recherche juridique et même le journalisme de bas niveau. Les tâches de soins, les divertissements et d'autres tâches nécessitant de l'empathie, que l'on pensait auparavant à l'abri de l'automatisation, ont également commencé à être effectuées par des robots,,,,,.
L'ancien secrétaire au Trésor américain et professeur d'économie de Harvard, Lawrence Summers, a déclaré en 2014 qu'il ne croyait plus que l'automatisation créerait toujours de nouveaux emplois et que « ce n'est pas une possibilité hypothétique pour l'avenir. C’est quelque chose qui émerge devant nous en ce moment. » Summers remarqua que déjà plus de secteurs détruisaient des emplois qu'en créait de nouveaux,,,,. Alors qu’il doutait du chômage technologique, le professeur Mark MacCarthy déclara à l’automne 2014 qu'il était désormais « l’opinion dominante » que l’ère du chômage technologique est arrivée.
Lors de la réunion de 2014 à Davos, Thomas Friedman déclara que le lien entre technologie et chômage semblait avoir été le thème dominant des discussions de cette année. Un sondage mené à Davos en 2014 révéla que 80 % des 147 répondants étaient d'accord pour dire que la technologie entraînait une croissance sans emploi. Gillian Tett constata lors du Davos de 2015 que presque tous les délégués participant à une discussion sur les inégalités et la technologie s'attendaient à une augmentation de ces inégalités au cours des cinq prochaines années, attribuable au remplacement technologique des emplois. En 2015, Martin Ford remporta le prix Financial Times et McKinsey Business Book de l’année pour sa Rise of the Robots: Technology and the Threat of a Jobless Future. Le premier sommet mondial sur le chômage technologique s'est aussi tenu à New York en 2015. À la fin de l'année, Andy Haldane, économiste en chef de la Banque d'Angleterre, et Ignazio Visco, gouverneur de la Banque d'Italie, alertèrent également d'une éventuelle aggravation du chômage technologique,. Dans une interview accordée en octobre 2016, le président américain Barack Obama déclara qu'en raison de la croissance de l'intelligence artificielle, la société devrait débattre d'un « revenu gratuit inconditionnel pour tous » d'ici 10 à 20 ans. En 2019, Stuart J. Russell, informaticien et expert en Intelligence artificielle, déclara « qu'à long terme, pratiquement tous les emplois actuels disparaîtront, rendant nécessaire un changements de politique radical pour nous préparer à une économie future très différente ». Dans un livre dont il est l'auteur, Russell affirme que « le tableau qui se dessine rapidement est celui d'une économie où beaucoup moins de personnes travaillent parce que le travail est inutile. » Cependant, il a prédit que l'emploi dans les soins de santé, les soins à domicile et la construction augmenterait.
D'autres économistes, cependant, firent valoir que le chômage technologique à long terme est peu probable. En 2014, Pew Research interrogea 1 896 professionnels de la technologie et économistes et constata une divergence d'opinions : 48 % des personnes interrogées pensaient que les nouvelles technologies supprimeraient plus d'emplois qu'elles n'en créeraient d'ici 2025, tandis que 52 % affirmaient que ce ne serait pas le cas. Bruce Chapman, professeur d'économie à l'université nationale australienne, indiqua que des études telles que celles de Frey et d'Osborne surestimait la probabilité de pertes d'emplois futures, ne tenant pas compte des nouveaux emplois susceptibles d'être créés dans un domaine encore inconnu.
Les enquêtes auprès du grand public indiquèrent souvent que l'automatisation aurait un impact considérable sur les emplois, mais pas sur les emplois occupés par les personnes interrogées.

#### Études
Un certain nombre d’études anticipent que l’automatisation remplacera une grande partie des emplois, mais les estimations du niveau de chômage qu’elle entraînera varient. Les recherches menées par Carl Benedikt Frey et Michael Osborne de l’Oxford Martin School montrèrent que les employés engagés dans des « tâches suivant des procédures bien définies pouvant être facilement exécutées à l’aide d’algorithmes sophistiqués » risquent de disparaître. L'étude, publiée en 2013, montre que l'automatisation peut affecter à la fois le travail qualifié et non qualifié, ainsi que les professions à forte et faible rémunération. Cependant, les professions physiques peu rémunérées sont les plus exposées. L'étude estime que 47 % des emplois américains présentaient un risque élevé d'automatisation. En 2014, le groupe de réflexion économique Bruegel publia une étude, basée sur les approches de Frey et Osborne, affirmant que, dans les 28 États membres de l'Union européenne, 54% des emplois risquaient d'être automatisés. Les pays où l'emploi était le moins vulnérable à l'automatisation étaient la Suède (46,69%), le Royaume-Uni (47,17 %), les Pays - Bas (49,50%) et la France et le Danemark (49,54 %). Les pays où les emplois étaient les plus vulnérables étaient la Roumanie (61,93 %), le Portugal (58,94%), la Croatie (57,9 %) et la Bulgarie (56,56%),. Un rapport publié en 2015 par le Centre Taub révéla que 41 % des emplois en Israël risquaient d'être automatisés au cours des deux prochaines décennies. En janvier 2016, une étude conjointe de l'Oxford Martin School et de Citibank, basée sur des études antérieures sur l'automatisation et des données de la Banque mondiale, révéla que le risque d'automatisation dans les pays en développement était beaucoup plus élevé que dans les pays développés : 77 % des emplois en Chine, 69 % des emplois en Inde, 85 % des emplois en Éthiopie et 55 % des emplois en Ouzbékistan risquaient d'être automatisés. Une étude réalisée en 2016 par l'Organisation Internationale du Travail révéla que 74 % des emplois salariés dans l'industrie électrique et électronique en Thaïlande, 75 % des emplois salariés dans l'industrie électrique et électronique au Vietnam, 63% des emplois salariés dans l'industrie électronique et en Indonésie et 81 % des employés salariés aux Philippines, étaient très exposées au risque d’automatisation. Selon un rapport des Nations Unies publié en 2016, 75 % des emplois dans les pays en développement risquaient d'être automatisés, et d'autres emplois pourraient être perdus si les entreprises cessaient d'externaliser dans des pays en développement, car l'automatisation dans les pays industrialisés rend moins lucrative l'externalisation vers des pays à faible coût de main-d'œuvre.
Dans son rapport économique de 2016, le Council of Economic Advisers, une agence du gouvernement américain chargée de mener des recherches en économique pour la Maison-Blanche, utilisa les données de l'étude Frey et Osborne pour estimer que 83% des emplois affichant un salaire horaire inférieur à 20 $, 31% des emplois dont le salaire horaire était compris entre 20 et 40 $ et 4% des emplois dont le salaire horaire était supérieur à 40 $ étaient à risque d'automatisation. Une étude de 2016 par l'Université Ryerson révéla que 42% des emplois au Canada risquaient d'être automatisés, en les divisant en deux catégories : les emplois à « risque élevé » et les emplois à « risque faible ». Les emplois à risque élevé étaient principalement des emplois à faible revenu nécessitant un niveau d'éducation inférieur à la moyenne. Les emplois à faible risque étaient en moyenne des postes plus qualifiés. Le rapport révéla une probabilité de 70% que les emplois à haut risque et de 30% que les emplois à faible risque soient affectés par l'automatisation dans les 10 à 20 prochaines années. Une étude menée en 2017 par PricewaterhouseCoopers annonça que jusqu'à 38 % des emplois aux États-Unis, 35 % en Allemagne, 30 % au Royaume-Uni et 21 % au Japon risquaient fortement d'être automatisés au début des années 2030. Une étude de 2017 par l'université d'État de Ball révéla que près de la moitié des emplois américains risquaient d'être automatisés, dont beaucoup étaient des emplois à faible revenu. Selon un rapport publié en septembre 2017 par McKinsey & Company, 478 milliards d'heures de travail par an consacrées au secteur manufacturier, soit 2,78 milliards de dollars sur 5,1 billions de dollars de main-d'œuvre, étaient déjà automatisables en 2015. Dans les secteurs peu qualifiés, 82 % de la main-d'œuvre du secteur du vêtement, 80 % de la transformation de produits agricoles, 76 % de la fabrication de produits alimentaires et 60% de la fabrication de boissons ont été automatisés. Dans les zones de compétences moyennes, 72 % de la production de matériaux de base et 70 % de la fabrication de meubles étaient automatisables. Dans les domaines hautement spécialisés, 52 % des travailleurs de l'aérospatiale et de la défense et 50% des travailleurs de l'électronique avancée pourraient l'être. En octobre 2017, une enquête menée aux États-Unis et au Royaume-Uni auprès de décideurs du secteur des technologies de l'information révéla qu'une majorité pensait que la plupart des processus opérationnels pourraient être automatisés d'ici 2022 : en moyenne, ils déclarent que 59 % des processus opérationnels étaient soumis à l'automatisation. Selon un rapport publié en novembre 2017 par le McKinsey Global Institute et analysant environ 800 professions dans 46 pays, entre 400 et 800 millions d'emplois pourraient être perdus du fait de l'automatisation robotique d'ici 2030, les emplois étant plus menacés dans les pays développés que dans les pays en développement en raison d'une plus grande disponibilité de capitaux pour investir dans l'automatisation. Les pertes d'emplois et le déclassement imputés à l'automatisation furent cités parmi les nombreux facteurs ayant contribué à la résurgence de politique nationaliste et protectionniste aux États-Unis, au Royaume-Uni et en France, entre autres pays,,,,.
Cependant, toutes les études empiriques récentes n’ont pas permis de conclure que l’automatisation entraînerait un chômage généralisé. Une étude publiée en 2015, qui examinait l'impact des robots industriels dans 17 pays entre 1993 et 2007, n'a révélé aucune réduction globale de l'emploi causée par les robots et une légère augmentation des salaires globaux. Selon une étude publiée dans McKinsey Quarterly en 2015, l’impact de l’informatisation n’est dans la plupart des cas pas un remplacement des employés, mais l’automatisation d’une partie de leurs tâches. Une étude de l'OCDE de 2016 révéla que parmi les 21 pays de l'OCDE étudiés, seulement 9 % des emplois en moyenne risquaient d'être automatisés, mais cela variait considérablement d'un pays à l'autre. En Corée du Sud par exemple, le nombre d'emplois à risque était de 6 %, tandis qu'en Autriche, il était de 12 %. Contrairement à d’autres études, celle de l’OCDE ne fonde pas principalement son évaluation sur les tâches qu’impliquent un emploi, elle inclut également des variables démographiques, notamment le sexe, l’éducation et l’âge. En 2017, Forrester estimait que l'automatisation entraînerait une perte nette d'environ 7 % des emplois aux États-Unis d'ici 2027, remplaçant 17 % des emplois tout en créant de nouveaux emplois équivalant à 10 % de la main-d'œuvre. Une autre étude montra que le risque d’automatisation des emplois américains avait été surestimé en raison de facteurs tels que l’hétérogénéité des tâches au sein d'une profession et la capacité d’adaptation des travailleurs. L’étude a révélé qu’une fois cela pris en compte, le nombre de professions risquant d’être automatisées aux États-Unis diminue de 38 % à 9 %, toutes choses étant égales par ailleurs. Une étude menée en 2017 sur les effets de l'automatisation sur l'Allemagne n'a pas trouvé de preuve de perte d'emploi au total, les pertes dans le secteur industriel dues à l'automatisation ayant été compensées par des gains dans les services. Les travailleurs du secteur manufacturier pouvaient aussi s'adapter en changeant de tâches. Toutefois, l’automatisation a entraîné une diminution de la part des revenus des travailleurs car elle a permis d’augmenter la productivité mais pas les salaires.
Une étude menée par la Brookings Institution en 2018 et portant sur 28 industries de 18 pays de l'OCDE entre 1970 et 2018 montra que l'automatisation maintenait les salaires bas. Même si elle conclut que l’automatisation ne réduisait pas le nombre d’emplois disponibles, ni même les augmentait, elle révéla qu’entre les années 1970 et 2010, elle avait réduit la part du travail humain dans la valeur ajoutée du travail et avait ainsi contribué à une croissance lente des salaires. En avril 2018, Adair Turner, ancien président de la Financial Services Authority et directeur de l'Institute for New Economic Thinking, déclara qu'il serait déjà possible d'automatiser 50 % des emplois avec la technologie actuelle, ainsi que emplois d'ici 2060.

#### Politique
En 2017, la Corée du Sud est devenue le pays le plus automatisé du monde avec un robot pour 19 personnes employées. Cela a amené le gouvernement à envisager de modifier les lois fiscales afin de freiner l'automatisation.

## Intelligence artificielle
L'inquiétude du remplacement du travail humain par des machines n'est pas nouveau, et cette question est déjà présente chez certains économistes du XIXe siècle comme Thomas Mortimer (en), ou David Ricardo dans le premier chapitre Des principes de l'économie politique et de l'impôt. En 1995, Jeremy Rifkin publie End of Work: The Decline of the Global Labor Force and the Dawn of the Post-Market Era (en français : « La fin du travail : Le déclin de la force globale de travail dans le monde et l'aube de l'ère post-marché »). Les prédictions de la fin du travail sont donc courantes et accompagnent presque systématiquement les « grappes d'innovations ».
Le 17 septembre 2013, deux chercheurs d'Oxford, Carl Benedikt Frey (en) et Michael A. Osborne, publient un rapport prospectif sur les impacts de l'intelligence artificielle et de la robotisation sur l'emploi : The Future of Employment: How Susceptible Are Jobs to Computerisation?. Ils y prédisent que 47 % des emplois pourraient être automatisés d'ici 2030. Ce rapport connaît un grand retentissement dans le monde académique et nourrit les inquiétudes autour de l'impact de l'intelligence artificielle sur l'emploi. Des critiques de ce rapport se sont formées. Tout d'abord, Osborne et Frey raisonnent en emploi constant, or selon Joseph Schumpeter et son principe de destruction créatrice, si certaines innovations détruisent des emplois, elles en créent aussi par ailleurs. David Autor, dans son article « Why Are There Still So Many Jobs? The History and Future of Workplace Automation » publié en 2015, nuance les prédictions de Frey et Osborne et s'interroge ainsi plutôt sur les modifications de la structure du marché de l'emploi due à l'intelligence artificielle.

### Intelligence artificielle et travail numérique
Malgré les progrès importants de l'intelligence artificielle ces dernières années, l'hypothèse de la fin du travail ne semble pas encore réalisée. Cependant, la structure du marché de l'emploi connaît de grands changements à cause de l'intelligence artificielle. Selon le sociologue Antonio Casilli, le « travail numérique » (traduction de « digital labour », un concept forgé dans les années 2000 pour désigner l'ensemble des activités en ligne créatrices de valeurs) est nécessaire pour créer les données servant à la production d'intelligence artificielle. Selon lui, ce travail numérique est le plus souvent capté par les grandes plateformes du numérique, et inclut notamment le micro-travail et certaines formes de travail à la demande,,.

#### Travail à la demande
Cette forme a la particularité d'être à la fois en ligne et hors ligne. C'est le travail lié aux plateformes d'appariement algorithmique comme Uber, Deliveroo, ou même Airbnb, etc. Dans le cas du travail à la demande, l'intelligence artificielle ne remplace pas le travail humain mais elle permet plutôt une optimisation de la rencontre de l'offre et de la demande sur un certain marché. Cette forme de digital labour est moins liée à la production d'intelligence artificielle que les deux suivantes, en revanche, l'intelligence artificielle et l'algorithmique bousculent la structure de l'emploi des secteurs d'activités concernés. L'optimisation algorithmique de la rencontre de l'offre et la demande encourage un système de rémunération à la tâche et prive les travailleurs du statut de salarié. Dans ce cas-là les conséquences de l'intelligence artificielle sur l'emploi concernent davantage une modification du statut des travailleurs, qu'un remplacement de l'homme par la machine. La tâche reste la même, mais les conditions d'emploi et de rémunération changent.

#### Micro-travail
Le micro-travail est très étroitement lié à l'annotation de données permettant l'entraînement et le calibrage de modèles d'IA. En effet, les algorithmes d'apprentissage supervisé ont souvent besoin de données annotées pour leur apprentissage. Même si une partie de ces données est synthétique, la main d'œuvre humaine est encore souvent utilisée pour annoter ces données.
Amazon, l'un des leaders mondiaux de l'intelligence artificielle, possède la plus grande plateforme de micro-travail, Amazon Mechanical Turk, créée en 2005. Les autres leaders de l'intelligence artificielle utilisent également les services de plateformes de micro-travail : Google se sert d'EWOK, Microsoft d'UHRS et IBM de Mighty IA. Ces micro-tâches numériques sont en général : rédiger de courts commentaires, cliquer, regarder des vidéos ou des photos, traduire un texte, donner de la visibilité à un site Web, créer des playlists musicales, taguer des images ou reconnaître des visages ou des objets dans les photos. Aux micro-tâches s'appliquent des micro-paiements : certaines sont payées en centimes de dollars, un ou deux dollars pour les plus élaborées. L'institut américain Pew Research Center estime que les deux tiers des tâches proposées sur Amazon Mechanical Turk sont rémunérées moins de 10 centimes et la moyenne horaire de salaire était évaluée par des chercheurs à 1,38 dollar par heure en 2010. Selon une étude de la Banque mondiale de 2013, il avait alors plus d'une centaine de plates-formes de micro-travail dans le monde, comptabilisant autour d'un million d'inscrits, mais des enquêtes plus récentes ont vu ce nombre largement rehaussé, les estimations les plus actuelles allant de quelques dizaines de millions, à plus de 100 millions de micro-travailleurs dans le monde. La grande majorité vit en dehors de l'Union Européenne. En France en 2019, il y aurait environ 250 000 micro-travailleurs ; la moitié viennent des catégories sociales populaires et 22 % vivent sous le seuil de pauvreté. Le micro-travail peut être considéré comme le droit héritier du taylorisme qui se serait adapté à l'économie numérique.
Le micro-travail s'est établi en marge du droit du travail. Les législateurs parlent de « travail de plate-forme » (voir Ubérisation). On y opère à titre personnel, dans le cadre d'accords de participation.

### Sondage
En 2016, des chercheurs du Future of Humanity Institute, de l'Université Yale et d'AI Impact ont sondé 352 experts en apprentissage automatique pour prédire la vitesse des progrès de l'IA dans différentes capacités et professions, ainsi que les implications sociales. Les résultats sont entachés d'une grande incertitude, mais la prédiction médiane était que les machines dépasseront l'humain en traduction en 2024, qu'elles seront capables de rédiger des essais en 2026, de conduire des camions en 2027, de travailler dans le commerce et la vente en 2031, d'écrire un best-seller en 2049, de travailler en tant que chirurgien en 2053, qu'elles dépasseront l'intelligence humaine dans toutes les tâches en 2061 et qu'elles automatiseront tout le travail humain en 120 ans,.

## Solutions

### Prévention des pertes nettes d'emplois

#### Refus de l'innovation

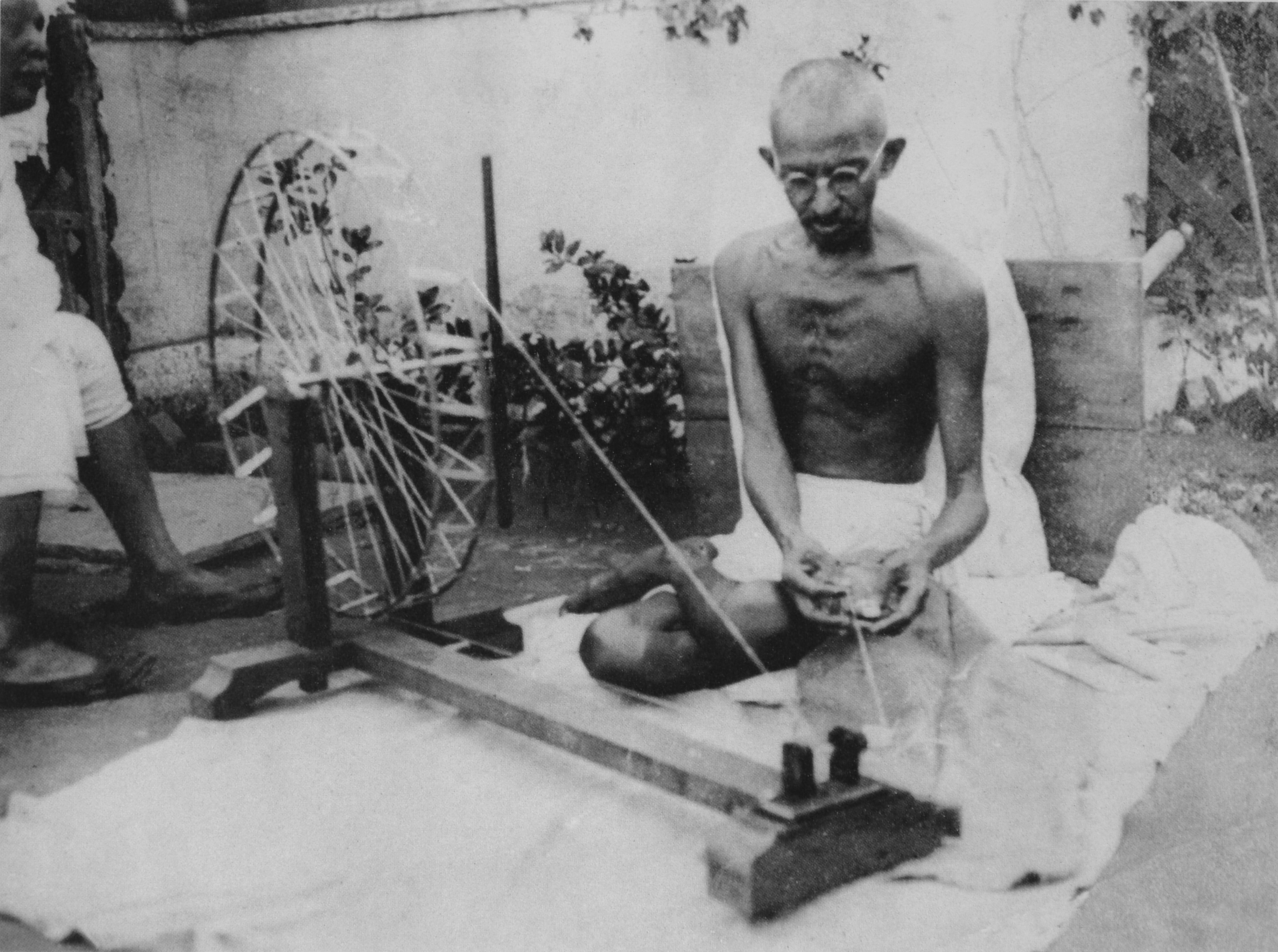
« Ce à quoi je m'oppose, c'est l'engouement pour les machines, pas les machines en tant que telles. L'engouement pour des machines qu'ils appellent réductrices de main d'œuvre (labour saving). Les hommes continuent de réduire la main d'œuvre jusqu'à ce que des milliers de personnes soient sans travail, jetées dans les rues et meurent de faim. » - Gandhi, 1924.

Historiquement, les innovations furent parfois interdites en raison d'inquiétudes quant à leur impact sur l'emploi. Cependant, depuis le développement de l'économie moderne, cette option n'a généralement pas été envisagée, du moins pas dans les économies avancées. Même les commentateurs pessimistes au sujet du chômage technologique à long terme considèrent invariablement l'innovation comme un avantage global pour la société, John Stuart Mill étant peut-être le seul célèbre économiste politique occidental à avoir suggéré d'interdire la technologie comme solution possible au chômage.
L’économie gandhienne appela à retarder l’utilisation des machines économes en main d'œuvre jusqu’à ce que le chômage soit réduit, mais ce conseil a été largement rejeté par Nehru, qui devint Premier ministre une fois l’indépendance acquise. Cette politique fut toutefois mise en œuvre au XXe siècle en Chine sous l'administration Mao,,.

#### Réduction du temps de travail
En 1870, le travailleur américain moyen comptait environ 75 heures par semaine. Juste avant la Seconde Guerre mondiale, le temps de travail était tombé à environ 42 heures par semaine, et la baisse était similaire dans les autres économies avancées. Selon Wassily Leontief, il s’agissait d’une augmentation volontaire du chômage technologique. La réduction des heures de travail permit la répartition du travail disponible restant, et fut préférée par les travailleurs, heureux de réduire les heures de travail au profit du temps libre, l'innovation aidant généralement à augmenter leurs taux de rémunération.
Des économistes, notamment John R. Commons, Lord Keynes et Luigi Pasinetti, proposèrent la réduction du temps de travail comme solution possible au chômage. Cependant, une fois que les heures de travail atteignent environ 40 heures par semaine, de nouvelles réductions furent moins populaires, à la fois pour éviter une perte de revenu et en déclenchant un intérêt pour travailler à son propre compte. De manière générale, les économistes du XXe siècle plaidaient contre le traitement du chômage par une réduction du temps de travail, en affirmant qu'il s'agissait du sophisme de la quantité fixe de travail. En 2014, le cofondateur de Google, Larry Page, suggéra une semaine de travail de quatre jours. Ainsi, à mesure que la technologie continue de supprimer des emplois, davantage de personnes peuvent trouver un emploi,,.

#### Travaux publics
Les programmes de travaux publics furent traditionnellement utilisés par les gouvernements pour stimuler directement l’emploi, bien que certains conservateurs, mais pas tous, s’y soient opposés. Jean-Baptiste Say, bien que généralement associé à l'économie de marché, indiqua que les travaux publics pourraient constituer une solution au chômage technologique. Certains commentateurs, tels que le professeur Mathew Forstater, estimèrent que les travaux publics et les emplois garantis dans le secteur public pourraient constituer la solution idéale au chômage technologique car, contrairement aux régimes de protection sociale ou de revenu garanti, ils offrent à la population la reconnaissance sociale et un engagement significatif associé au travail,.
Pour les économies moins développées, les travaux publics peuvent constituer une solution plus facile à gérer que les programmes de protection sociale universels. À partir de 2015, les appels à des travaux publics dans les économies avancées furent moins fréquents, même de la part des progressistes, en raison de préoccupations concernant la dette souveraine[réf. nécessaire]. Une exception partielle concerne les dépenses d'infrastructure, qui furent recommandées comme solution au chômage technologique même par des économistes néolibéraux tel que Larry Summers.

#### Éducation
Une éducation de meilleure qualité et plus accessible, y compris la formation professionnelle des adultes et d’autres politiques actives du marché du travail, est une solution politiquement consensuelle, et même bien accueillie par les optimistes. L'amélioration de l'éducation financée par le gouvernement est particulièrement appréciée par l'industrie.
Les partisans de ce type de politique affirment qu'une éducation plus qualitative et plus spécialisée permet de tirer profit d'une industrie technologique en pleine croissance. Le MIT publia une lettre ouverte aux décideurs politiques prônant la « réinvention de l'éducation », à savoir un « l'abandon de l'apprentissage par cœur » en faveur des disciplines des STIM. Les conseillers du président des États-Unis pour la science et la technologie (PACST) mirent aussi l'accent sur les STIM dans le choix des inscriptions dans l'enseignement supérieur. La réforme de l'éducation fait également partie de la stratégie industrielle britannique, un plan annonçant l'intention du pays d'investir des millions de dollars dans un système d'enseignement technique, incluant un programme de formation continue pour les travailleurs qui souhaitent adapter leurs compétences. Ces offres politiques combattent les problèmes liés à l'automatisation en répondant aux nouveaux besoins de la société.
Cependant, plusieurs universitaires firent également valoir que l'amélioration de l'éducation ne suffirait pas à elle seule à résoudre le chômage technologique, soulignant la baisse récente de la demande pour de nombreuses compétences intermédiaires et suggérant que tout le monde n'est pas capable de maîtriser les compétences les plus avancées,,. Kim Taipale déclara que « l'ère des courbes en cloche qui soutenait une classe moyenne en expansion est révolue… L'éducation en soi ne va pas combler la différence ». Dans un éditorial de 2011, Paul Krugman, professeur d'économie et chroniqueur au New York Times, fit valoir qu'une meilleure éducation ne suffirait pas car elle « réduit en fait la demande de travailleurs très instruits ».

### Vivre avec le chômage technologique

#### Aides sociales
Le recours à diverses formes de prestation sociale a souvent été accepté comme une solution au chômage technologique, même par les conservateurs et par les optimistes. Les programmes de protection sociale ont généralement eu tendance à être plus durables une fois mis en place, par rapport à d'autres options telles que la création directe d'emplois par des travaux publics. Bien qu’ils aient été les premiers à créer un système formel décrivant les effets de la compensation, Ramsey McCulloch et la plupart des économistes classiques plaidèrent en faveur d’une aide publique pour les personnes en chômage technologique, comprenant que l’ajustement du marché aux nouvelles technologies n’était pas instantané et que les personnes affectées ne seraient pas toujours en mesure d’obtenir immédiatement un autre emploi grâce à leurs propres efforts.

##### Revenu de base
Plusieurs commentateurs notèrent que les formes traditionnelles d’aide sociale pouvaient être inadéquates pour répondre aux futurs défis posés par le chômage technologique, et proposèrent le revenu de base comme alternative. Martin Ford, Erik Brynjolfsson, Robert Reich, Andrew Yang, Elon Musk et Guy Standing entre autres préconisent une forme de revenu de base comme solution au chômage technologique. Reich soutient que l'introduction d'un revenu de base, peut-être mis en œuvre sous la forme d'un impôt sur le revenu négatif, est presque inévitable tandis que M. Standing considère le revenu de base politiquement essentiel. Depuis la fin de 2015, de nouveaux projets pilotes sur le revenu de base furent annoncés en Finlande, aux Pays-Bas et au Canada. Un certain nombre d'entrepreneurs du secteur de la technologie lancèrent un plaidoyer en faveur des revenus de base, le plus important étant Sam Altman, président de Y Combinator.
Le scepticisme envers le revenu de base autant que sa défense se trouvent à la fois à droite et à gauche du spectre politique. Par exemple, alors que les formes proposées les plus connues (avec taxation et distribution) sont généralement considérées comme des idées de gauche contre lesquelles les personnes de droite tentent de s'opposer, d'autres formes furent proposées même par des libertariens tels que von Hayek et Friedman. Le président républicain Nixon lança un plan d'aide à la famille (Family Assistance Plan) en 1969, qui avait beaucoup en commun avec le revenu de base: passé dans la chambre des représentants, il fut rejeté par le Sénat.
Une objection au revenu de base est que cela pourrait dissuader de travailler, mais des expériences pilotes en Inde, en Afrique et au Canada indiquent que cela ne se produit pas et qu'un revenu de base encourage l’entrepreneuriat et un travail plus productif et collaboratif[réf. nécessaire]. Une autre objection consiste au défi de le financer : de nouvelles idées de recettes furent proposée, les sceptiques les qualifiant d’utopiques. Même d’un point de vue progressiste, on craint qu’un revenu de base fixé à un niveau trop bas n’aide pas les personnes économiquement vulnérables, en particulier s’il est largement financé par des coupes dans d’autres formes de protection sociale,,,.
Pour répondre aux préoccupations concernant le financement et le contrôle par un gouvernement, un modèle alternatif consiste à répartir les coûts et la gestion sur le secteur privé et non le secteur public. Les entreprises de l’ensemble de l’économie seraient obligées d’employer des humains, mais les descriptions de poste seraient laissées à l’innovation privée, et les individus seraient en concurrence pour être embauchés et conservés. Ce serait un analogue au revenu de base du secteur à but lucratif, c'est-à-dire une forme de revenu de base basé sur le marché. Cela diffère de l'emploi garanti en ce que le gouvernement n’est pas l’employeur (les entreprises le sont) et que les employés peuvent être licenciés. Dans ce modèle, le salut économique réside non pas dans la garantie d'un emploi pour chaque individu, mais bien dans le fait qu'il existe suffisamment d'emplois pour éviter le chômage massif et que l'emploi n'est plus le seul privilège de la fraction de la population la plus intelligente ou la mieux formée. Le Centre pour la justice économique et sociale (CESJ) proposa également une autre forme de revenu de base reposant sur le marché dans le cadre d'une « troisième voie ». Appelée la Capital Homestead Act elle rappelle le capitalisme des peuples de James S. Albus, en ce sens que la création monétaire et la propriété de titres mobiliers sont largement et directement distribuées aux individus plutôt que de passer au travers, ou d’être concentrées, dans des mécanismes centralisés ou parmi des élites.

#### Élargir la propriété des actifs technologiques
Plusieurs solutions furent proposées hors du spectre politique gauche-droite traditionnel, par exemple l'extension de la propriété des robots et des autres immobilisations productives. Des personnes telles que James S. Albus, John Lanchester Richard B. Freeman et Noah Smith, préconisèrent l’élargissement de la propriété des technologies, Jaron Lanier proposa un mécanisme permettant aux citoyens ordinaires de recevoir des micropaiements pour les mégadonnées générées par leur navigation régulière et d'autres aspects de leur présence en ligne.

#### Changements structurels vers une économie de l'abondance
Le mouvement Zeitgeist (TZM), le projet Venus (TVP) ainsi que divers individus et organisations proposent des changements structurels vers une forme d'économie post-pénurie dans laquelle les personnes sont libérées de leurs emplois automatisables et monotones, plutôt qu'ils ne perdent. Dans le système proposé par TZM, tous les emplois sont soit automatisés, soit supprimés pour n'avoir aucune valeur réelle pour la société (telle que la publicité). Les taches sont rationalisées par des processus et collaborations plus efficaces, durables et ouverts, ou réalisées sur la base de l'altruisme et de la pertinence sociale (voir par exemple le Whuffie), et s'opposent à la contrainte ou au gain monétaire,,,,. Le mouvement spécule également que le temps libre mis à la disposition permettra une renaissance de la créativité, de l'invention, du capital social et communautaire, ainsi que la réduction du stress.

### Autres approches
La menace du chômage technologique fut parfois utilisée par les économistes du marché libre pour justifier des réformes du côté de l'offre, afin de faciliter l'embauche et le licenciement de travailleurs. Inversement, il fut également utilisé comme une raison pour justifier une augmentation de la protection des employés,.
Des économistes, dont Lawrence Summers, recommandèrent des efforts de coopération pour s'attaquer à la « myriade de dispositifs » - tels que les paradis fiscaux, le secret bancaire, le blanchiment d'argent et l'arbitrage reglementaire - qui permettent aux détenteurs d'une grande richesse d'éviter de payer des impôts et de rendre plus difficile l'accumulation de grandes fortunes sans exiger « de grandes cotisations sociales » en retour. Summers suggéra une application plus vigoureuse des lois anti-monopoles; une réduction de la protection « excessive » de la propriété intellectuelle; l'encouragement des régimes de participation aux bénéfices, le renforcement des accords de négociation collective; l'amélioration de la gouvernance d'entreprise; le renforcement de la réglementation financière pour éliminer les subventions à l'activité financière; l'assouplissement des restrictions sur l'utilisation des terres pouvant faire en sorte que les domaines continuent à prendre de la valeur; une meilleure formation des jeunes et la formation continue des chômeurs; l'augmentation des investissements publics et privés dans le développement des infrastructures, telles que la production et le transport de l'énergie,,,.
Michael Spence indiqua que pour faire face aux futurs impacts de la technologie, il faudra une compréhension détaillée des forces et des flux mondiaux qu'elle met en œuvre. S'adapter « nécessitera des changements dans les mentalités, les politiques, les investissements (en particulier dans le capital humain), et très probablement des modèles d'emploi,. »